# Лютово (Куявсько-Поморське воєводство)
Лютово (пол. Lutowo, нім. Groß Lutau) — село в Польщі, у гміні Семпульно-Краєнське Семполенського повіту Куявсько-Поморського воєводства.
Населення — 488 осіб (2011).
У 1975-1998 роках село належало до Бидгощського воєводства.

## Демографія
Демографічна структура станом на 31 березня 2011 року:
|          | Загалом | Допрацездатний вік | Працездатний вік | Постпрацездатний вік |
| -------- | ------- | ------------------ | ---------------- | -------------------- |
| Чоловіки | 224     | 48                 | 144              | 32                   |
| Жінки    | 264     | 62                 | 145              | 57                   |
| Разом    | 488     | 110                | 289              | 89                   |